# Руда (Оток)
Руда је насељено место у саставу општине Оток, Сплитско-далматинска жупанија, Република Хрватска.

## Историја
До територијалне реорганизације у Хрватској налазила се у саставу старе општине Сињ.

## Становништво
На попису становништва 2011. године, Руда је имала 880 становника.
| Број становника по пописима | Број становника по пописима | Број становника по пописима | Број становника по пописима | Број становника по пописима | Број становника по пописима | Број становника по пописима | Број становника по пописима | Број становника по пописима | Број становника по пописима | Број становника по пописима | Број становника по пописима | Број становника по пописима | Број становника по пописима | Број становника по пописима | Број становника по пописима |
| --------------------------- | --------------------------- | --------------------------- | --------------------------- | --------------------------- | --------------------------- | --------------------------- | --------------------------- | --------------------------- | --------------------------- | --------------------------- | --------------------------- | --------------------------- | --------------------------- | --------------------------- | --------------------------- |
| 1857                        | 1869                        | 1880                        | 1890                        | 1900                        | 1910                        | 1921                        | 1931                        | 1948                        | 1953                        | 1961                        | 1971                        | 1981                        | 1991                        | 2001                        | 2011                        |
| 608                         | 753                         | 796                         | 920                         | 1.097                       | 1.201                       | 1.203                       | 1.161                       | 1.056                       | 1.177                       | 1.261                       | 1.317                       | 1.340                       | 1.368                       | 994                         | 880                         |

### Попис1991.
На попису становништва 1991. године, насељено место Руда је имало 1.368 становника, следећег националног састава:
| Попис 1991.‍   | Попис 1991.‍ | Попис 1991.‍ | Попис 1991.‍ | Попис 1991.‍ |
| ------------- | ----------- | ----------- | ----------- | ----------- |
|               |             |             |             |             |
| Хрвати        | Хрвати      |             | 1.345       | 98,31%      |
| Срби          | Срби        |             | 2           | 0,14%       |
| остали        | остали      |             | 2           | 0,14%       |
| непознато     | непознато   |             | 19          | 1,38%       |
| укупно: 1.368 |             |             |             |             |